# 约翰·菲利普·苏萨大桥

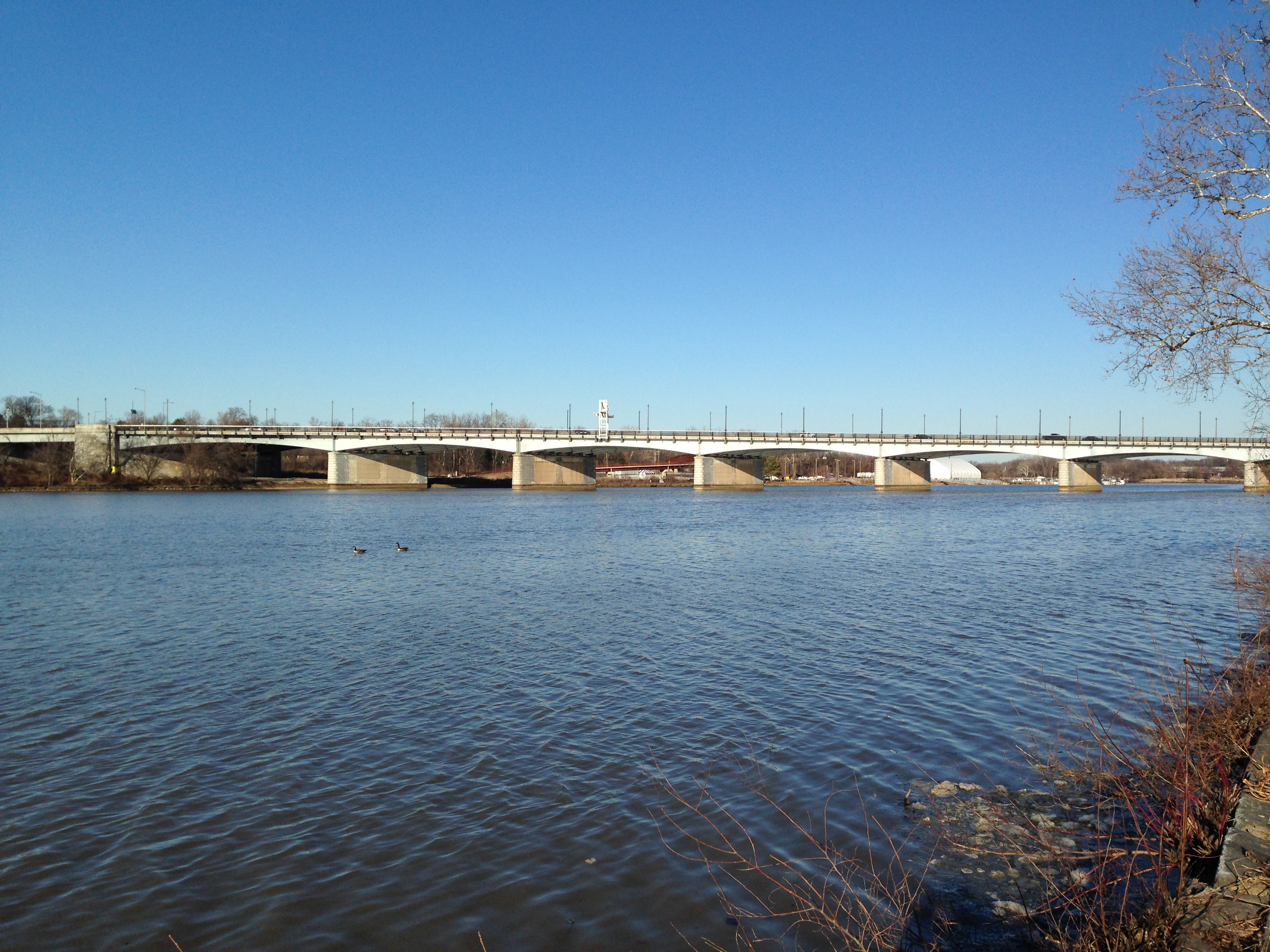
苏萨大桥，摄于2015年

约翰·菲利普·苏萨大桥（英語：John Philip Sousa Bridge，常简称为苏萨大桥 Sousa Bridge，亦稱宾夕法尼亚大道桥 Pennsylvania Avenue Bridge）是美国华盛顿哥伦比亚特区宾夕法尼亚大道跨过安那考斯迪亚河的连续钢板梁桥，以著名的美国海军陆战队军乐团指挥家、作曲家約翰·菲利普·蘇沙命名，其故居位于此桥北侧。